# Mästerrymmarna på Colditz
Mästerrymmarna på Colditz (engelska: The Colditz Story) är en brittisk krigsfilm från 1955 i regi av Guy Hamilton.
Filmen bygger på Patrick Reids självbiografiska bok med samma namn.

## Handling
Under andra världskriget samlar tyskarna sina mest rymningsbenägna allierade krigsfångar på Colditz slott.

## Rollista i urval
- John Mills - Patrick Reid
- Eric Portman - överste Richmond
- Frederick Valk - kommendanten
- Denis Shaw - Priem
- Lionel Jeffries - Harry Tyler
- Christopher Rhodes - "Mac" McGill
- Richard Wattis - Richard Gordon
- Ian Carmichael - Robin Cartwright
- Bryan Forbes - Jimmy Winslow
- Theodore Bikel - Vandy
- Eugene Deckers - La Tour
- Anton Diffring - kapten Fischer